# Kiva

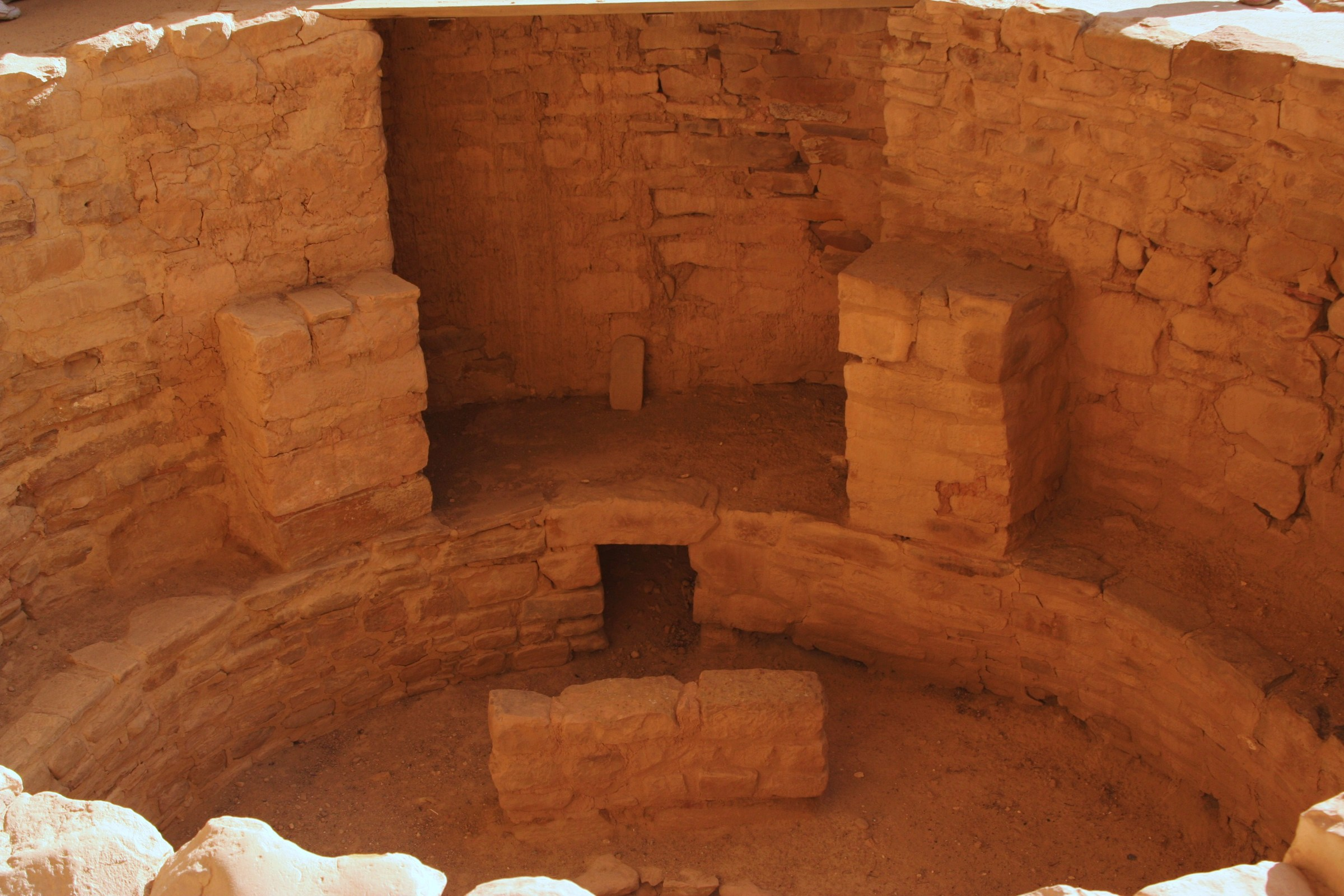
Kiva, jedna z 23 jakie znajdują się w Pałacu Klifowym w Parku Narodowym Mesa Verde. Na pierwszym planie wyraźnie widoczny otwór wentylacyjny

Kiva – prostokątne lub okrągłe pomieszczenie, zazwyczaj wykonane z cegły adobe lub kamienia, czasem zagłębione częściowo w ziemi, służące północnoamerykańskim Indianom z plemion, np. Hopi i Pueblo do celów obrzędowych. Także rodzaj podobnych prekolumbijskich budowli, owalnych i częściowo zagłębionych w ziemi, tworzonych na południowym zachodzie dzisiejszych Stanów Zjednoczonych przez przodków tamtejszych Indian, m.in. z kultury Anasazi, prawdopodobnie także w celach religijnych.
Wejście do kivy stanowi otwór w dachu i drabina prowadząca do wnętrza, w którym znajdują się zwykle kamienne ławki pod ścianami, czasem filary podpierające dach, mający charakter symboliczny otwór w podłodze (tzw. sipapu, stanowiący połączenie zgromadzonych z Matką Ziemią i miejscem w podziemnym świecie, z którego wyłonili się przodkowie), centralne palenisko i otwór wentylacyjny.